# Řbitov zviřátek (film, 2019)
Řbitov zviřátek (v anglickém originále Pet Sematary) je americký nadpřirozený filmový horor z roku 2019, který natočili Kevin Kölsch a Dennis Widmyer podle scénáře Jeffa Buhlera na motivy stejnojmenného románu Stephena Kinga z roku 1983. Po filmu z roku 1989 se jedná o druhou filmovou adaptaci románu. Jedná se o třetí díl filmové série Pet Sematary. Ve filmu hrají Jason Clarke, Amy Seimetz a John Lithgow.

## Synopse
Příběh filmu sledujeme rodinu, která v lese za svým novým domem objeví tajemný hřbitov, schopný oživovat mrtvé.

## Obsazení
| Jason Clarke  | Louis Creed  |
| Amy Seimetz   | Rachel Creed |
| John Lithgow  | Jud Crandall |
| Jeté Laurence | Ellie Creed  |

## Vývoj a produkce
Jednání o nové adaptaci knihy začala v březnu 2010 a scénář původně napsal Matt Greenberg. Lorenzo di Bonaventura a Steven Schneider byli odhaleni jako producenti filmu a Juan Carlos Fresnadillo jednal o jeho režii. V prosinci 2017 dalo studio Paramount Pictures nové filmové verzi Kingova románu zelenou a režie se ujala dvojice tvůrců Kölsch a Widmyer.
Hlavní natáčení začalo v červnu 2018 v kanadských městech Montreal a Hudson v Quebecu a skončilo v srpnu.

## Vydání a ohlasy
Snímek měl premiéru 16. března 2019 na festivalu South by Southwest a do amerických kin jej 5. dubna uvedla společnost Paramount Pictures. Film celosvětově vydělal přes 113 milionů dolarů při produkčním rozpočtu 20 milionů dolarů a od kritiků získal smíšené hodnocení.
Filmový prequel Řbitov zvířátek: Pokrevní linie měl premiéru 6. října 2023 na Paramount+.